# Хороненкова, Светлана Владимировна
Светла́на Влади́мировна Хороне́нкова (род. 1985) — российский ученый-энзимолог, доктор химических наук, член международной группы ученых, открывших новую роль молекулы ATM.

## Биография
В 2000 году Хороненкова С.В.поступила на химический факультет МГУ, в 2005 году окончила обучение с отличием и поступила в аспирантуру. После окончания аспирантуры с 2009 по 2012 год работала научным и старшим научным сотрудником лаборатории репарации ДНК института радиационной онкологии Оксфордского университета. В 2012—2013 гг. была доцентом кафедры химии естественно-научного факультета Тульского государственного университета. В 2013—2016 гг. являлась докторантом химического факультета МГУ на кафедре химической энзимологии.
В 2008 году защитила кандидатскую диссертацию «Рекомбинантная оксидаза D-аминокислот: получение и структурно-функциональные исследования». В работе была впервые определена трехмерная структура мутантной формы фермента TvDAAO методом рентгеноструктурного анализа,что позволяет направленно изменять свойства этого биокатализатора методами белковой инженерии с возможным применением в производстве антибиотиков. Также разработана методика высокочувствительного определения фермента в сложных биологических жидкостях.К тому моменту было известно, что в регуляции деятельности нервной системы в организме человека  участвует аминокислота Д-серин,содержание которой контролирует фермент DAAO ,и Хороненковой С.В.удалось доказать возможность постановки точного диагноза шизофрении или болезни Альцгеймера через определение уровня Д-серина.                                                                                                                                                               В 2017 году защитила докторскую диссертацию «Роль киназы АТМ в координации клеточного ответа на одноцепочечные разрывы ДНК каскадом посттрансляционных модификаций». В работе исследован механизм координированного восстановления ДНК в ответ на однонитевые разрывы ее молекулы— так называемая репарация и ее важность для поддержания стабильности генома.Показано,что эффектором клеточного ответа является фермент киназа АТМ,активизация которой инициирует многостадийный процесс посттрансляционных модификаций ряда ферментов.Автором выявлены все белки-участники процесса,их модификации и детальный механизм действия.Таким образом, регуляция клеточного цикла с участием киназы АТМ предотвращает образование  высокотоксичных двунитевых разрывов ДНК в процессе репликации.Показано,что генетическая нестабильность у больных синдромом Луи-Бара с мутациями в гене АТМ связана с отсутствием описанной в диссертации системы клеточного ответа на однонитевые разрывы ДНК. 
,Хороненкова — лауреат премии Правительства Москвы молодым учёным, премии Фонда Чарльза Рудольфа Брупбахера, приза Велком-Байт Фонда Велком Траст.

## Диссертации
Рекомбинантная оксидаза D-аминокислот: получение и структурно-функциональные исследования
Роль киназы АТМ в координации клеточного ответа на одноцепочечные разрывы ДНК каскадом посттрансляционных модификаций